# Sirkka-Liisa Konttinen
Sirkka-Liisa Konttinen (Kouvola, 1948) est une photographe finlandaise active en Grande-Bretagne depuis les années 1960.